# Emre Can (szachista)
Emre Can (ur. 21 stycznia 1990 w Izmirze) – turecki szachista, arcymistrz od 2010 roku.

## Kariera szachowa
W latach 1999–2010 wielokrotnie reprezentował Turcję na mistrzostwach świata i Europy w różnych kategoriach wiekowych, najlepszy wynik osiągając w 2007 r. w Szybeniku, gdzie na mistrzostwach Europy do 18 lat zajął IV miejsce. Oprócz tego, w 2003 r. reprezentował swój kraj na olimpiadzie juniorów do 16 lat, rozegranej w Denizli.
Normy na tytuł arcymistrza wypełnił w latach 2007 (w Ołomuńcu, I m.), 2009 (w Konyi, dz. I m. wspólnie z Marcem Narciso Dublanem) oraz 2010 (w Bursie, DMŚ) i w 2010 r. został w wieku 20 lat najmłodszym w historii tureckim arcymistrzem. W 2014 r. podzielił I m. (wspólnie z m.in. Władimirem Burmakinem, Kevinem Spraggettem i Bartoszem Soćko) w Lizbonie.
Wielokrotnie reprezentował Turcję w turniejach drużynowych, m.in.:
- czterokrotnie na olimpiadach szachowych (w latach 2008, 2010, 2012, 2014)[5],
- dwukrotnie na drużynowych mistrzostwach świata (w latach 2010, 2013)[6],
- na drużynowych mistrzostwach Europy (w roku 2011)[7],
- na olimpiadzie szachowej juniorów do 16 lat (w roku 2003)[3],
- na drużynowych mistrzostwach Europy juniorów do 18 lat (w roku 2002)[8].

Najwyższy ranking w dotychczasowej karierze osiągnął 1 czerwca 2018 r., z wynikiem 2605 punktów.